# Alessandro Costacurta
Alessandro Costacurta (bijgenaamd: Billy) (Jerago con Orago, 24 april 1966) is een Italiaans voormalig voetballer van AC Milan. Costacurta, een centrale verdediger, kwam vrijwel zijn gehele loopbaan uit voor de Rossoneri.

## Biografie
De voormalig international Costacurta (59 interlands, 2 doelpunten) speelde vrijwel zijn gehele carrière (20 jaar) voor topclub AC Milan (1986–2007) waar hij op zijn hoogtepunt een legendarische defensie vormde met Mauro Tassotti, Franco Baresi en Paolo Maldini. Zijn positie was meestal die van rechter centrale verdediger. De mandekker fungeerde de laatste jaren als stand-in voor de twee rechter plaatsen in de verdediging voor de spelers Cafú, Jaap Stam, Alessandro Nesta en Dario Šimić (rechtsachter of rechts centraal). Bij afwezigheid van Paolo Maldini droeg hij bovendien de aanvoerdersband.
Naast 458 competitieduels speelde Costacurta al meer dan honderd Europese wedstrijden voor AC Milan. In totaal heeft hij zelfs dik 660 wedstrijden voor de rossoneri gespeeld. Tevens is hij de oudste speler die ooit in de UEFA Champions League speelde, op 21 november 2006 stond hij in de basis tijdens een UEFA Champions League-wedstrijd op een leeftijd van 40 jaar en 211 dagen en was daarmee ouder dan Danny Verlinden die sinds december 2003 recordhouder was met 40 jaar en 116 dagen. Dit record werd op 18 september 2008 overgenomen door SS Lazio-doelman Marco Ballotta, die 43 jaar en 168 dagen oud in het doel stond tegen Olympiakos Piraeus.
Op 1 februari 2007 maakte Costacurta bekend dat hij na het seizoen 2006/07 zijn carrière als profvoetballer zou beëindigen. Het seizoen kreeg een memorabel slot: in de laatste thuiswedstrijd, op 19 mei tegen Udinese, kreeg Milan een strafschop, die Costacurta benutte. Het was zijn eerste doelpunt sinds het seizoen 1991/92. Tot 18 maart 2023 was hij (41 jaar en 25 dagen oud) de oudste doelpuntenmaker in de geschiedenis, tot dat Zlatan Ibrahimović (41 jaar en 166), het overnam met de 1–0 tegen Udinese in de Serie A.
Costacurta kwam ook 59 maal uit voor het Italiaans voetbalelftal. Hij maakte de WK's van 1994 en 1998 en het EK van 1996 mee. In 1994 miste hij zowel de finale van het WK als van de UEFA Champions League door een schorsing.
Na zijn actieve carrière werd hij tijdens het seizoen 2007/08 assistent van Milan-trainer Carlo Ancelotti.
Op 27 oktober 2008 werd Costacurta aangesteld als nieuwe trainer van Mantova. Hij slaagde er niet in de resultaten te verbeteren en beëindigde het seizoen met slechts vier punten boven een degradatieplaats.

## Loopbaan
- 1986/87 AC Monza: 30 wedstrijden - 0 doelpunten
- 1986/87 AC Milan: 0 wedstrijden - 0 doelpunten
- 1987/88 AC Milan: 7 wedstrijden - 0 doelpunten
- 1988/89 AC Milan: 26 wedstrijden - 0 doelpunten
- 1989/90 AC Milan: 26 wedstrijden - 1 doelpunt
- 1990/91 AC Milan: 25 wedstrijden - 0 doelpunten
- 1991/92 AC Milan: 30 wedstrijden - 1 doelpunt
- 1992/93 AC Milan: 31 wedstrijden - 0 doelpunten
- 1993/94 AC Milan: 30 wedstrijden - 0 doelpunten
- 1994/95 AC Milan: 27 wedstrijden - 0 doelpunten
- 1995/96 AC Milan: 30 wedstrijden - 0 doelpunten
- 1996/97 AC Milan: 30 wedstrijden - 0 doelpunten
- 1997/98 AC Milan: 29 wedstrijden - 0 doelpunten
- 1998/99 AC Milan: 29 wedstrijden - 0 doelpunten
- 1999/00 AC Milan: 27 wedstrijden - 0 doelpunten
- 2000/01 AC Milan: 20 wedstrijden - 0 doelpunten
- 2001/02 AC Milan: 20 wedstrijden - 0 doelpunten
- 2002/03 AC Milan: 18 wedstrijden - 0 doelpunten
- 2003/04 AC Milan: 22 wedstrijden - 0 doelpunten
- 2004/05 AC Milan: 13 wedstrijden - 0 doelpunten
- 2005/06 AC Milan: 15 wedstrijden - 0 doelpunten
- 2006/07 AC Milan: 3 wedstrijden - 1 doelpunt

Totaal: 488 wedstrijden - 3 doelpunten 

## Erelijst
AC Milan
- Serie A: 1987/88, 1991/92, 1992/93, 1993/94, 1995/96, 1998/98, 2003/04
- Coppa Italia: 2002/03
- Supercoppa Italiana: 1988, 1992, 1993, 1994, 2004
- Europacup I/UEFA Champions League: 1988/89, 1989/90, 1993/94, 2002/03, 2006/07
- Europese/UEFA Super Cup: 1989, 1990, 1994, 2003
- Intercontinental Cup: 1989, 1990

Individueel
- Premio Nazionale Carriera Esemplare "Gaetano Scirea": 2000
- UEFA Golden Jubilee Poll: #50
- AC Milan Hall of Fame

1 Pagliuca ·
2 Apolloni ·
3 Benarrivo ·
4 Costacurta ·
5 Maldini ·
6 Baresi  ·
7 Minotti ·
8 Mussi ·
9 Tassotti ·
10 R. Baggio ·
11 Albertini ·
12 Marchegiani ·
13 D. Baggio ·
14 Berti ·
15 Conte ·
16 Donadoni ·
17 Evani ·
18 Casiraghi ·
19 Massaro ·
20 Signori ·
21 Zola ·
22 Bucci ·
Coach: Sacchi
1 Peruzzi ·
2 Apolloni ·
3 Maldini  ·
4 Carboni ·
5 Costacurta ·
6 Nesta ·
7 Donadoni ·
8 Mussi ·
9 Torricelli ·
10 Albertini ·
11 Baggio ·
12 Toldo ·
13 Rossitto ·
14 Del Piero ·
15 Di Livio ·
16 Di Matteo ·
17 Fuser ·
18 Casiraghi ·
19 Chiesa ·
20 Ravanelli ·
21 Zola ·
22 Bucci ·
Coach: Sacchi
1 Toldo ·
2 Bergomi ·
3 P. Maldini  ·
4 Cannavaro ·
5 Costacurta ·
6 Nesta ·
7 Pessotto ·
8 Torricelli ·
9 Albertini ·
10 Del Piero ·
11 D. Baggio ·
12 Pagliuca ·
13 Cois ·
14 Di Biagio ·
15 Di Livio ·
16 Di Matteo ·
17 Moriero ·
18 R. Baggio ·
19 Inzaghi ·
20 Chiesa ·
21 Vieri ·
22 Buffon ·
Coach: C. Maldini